# Роберт Сесіл, 1-й граф Солсбері
Ро́берт Се́сіл (англ. Robert Cecil; 1 червня 1563 — 24 травня 1612) — державний діяч, дипломат королівства Англії часів династії Тюдорів та унії королівств Англія й Шотландія на початку панування династії Стюартів.

## Життєпис

### На службі Тюдорів
Походив з валлійського шляхетського роду Сесілів. Молодший син Вільяма Сесіла, 1-го барона Берлі, та його другої дружини Мілдред Кук. Народився 1563 року в Вестмінстері. У 1580-х роках навчався в коледжі Святого Джона Кембридзького університету, але не отримав ступеня. Він також відвідував «диспути» в Сорбонні (Париж).
У 1584 році вперше засідав у палаті громад, представляючи район Вестмінстер. 1586 року його було переобрано до парламенту. Втім ніколи не виступав з промовою до 1593 року. Знову обирався до палати громад від Герефордширу в 1589, 1593, 1597 і 1601 роках. У 1588 році він супроводжував Генріха Стенлі, граф Дербі, до Нідерландів для мирних перемовин з Іспанією. У 1589 році Сесіл одружився з представницею баронського роду Брук.
Після смерті сера Френсіса Волсінгама в 1590 році батько Роберта отримав посаду державного секретаря, при цьому сам Роберт Сесіл допомагав останньому. Він також був посвячений в лицарі і 1591 року призначений до Таємної ради. Невдовзі фактично став виконувати функції державного секретаря. Також очолював Таємну раду до 1597 року. Водночас все більше зближався з королівським двором. 1596 року призначено на посаду державного секретаря.
У 1597 році стає канцлером герцогства Ланкастер. Того ж року помирає його дружина. У лютому 1598 року був відправлений з дипломатичним дорученням до Генріха IV Бурбона, короля Франції, щоб запобігти прийдешньому союзу між цією країною та Іспанією. Втім домогтися значних успіхів не зміг, оскільки того ж року було укладено франко-іспанський Вервенський мир. Проте того ж року призначається лорд-хранителем Малої печатки.
Невдовзі вступив у протистояння з Робертом Девере, графом Ессексом. Лише 1599 року здобув над ним перевагу після невдалої військової кампанії Ессекса проти ірландських повстанців. Водночас через вік та здоров'я королеви Єлизавети I став розмірковувати щодо спадкоємця монархії.
1600 року Роберт Сесіл вирішив підтримати Якова VI Стюарта, короля Шотландії, з яким ризикуючи життям встановив таємне листування. Повстання Роберта Девере в 1601 році було переважно спрямоване проти Роберта Сесіла, якого планувалося відсторонити чи стратити. Втім, поразка й смерть Девере призвели до ще більшого посилення впливу Сесіла. Він сприяв тому, що королева ставилася до повстанців з певною мірою милосердя, зокрема викриття сестри Ессекс — Пенелопи Річ, як одного з натхненників повстання, було тактовно проігноровано. Того ж року стає канцлером Дублінського університету.

### На службі Стюартів
1603 року після смерті королеви від імені Таємної ради повідомив короля Шотландії про це та закликав прибути до Лондона, щоб коронуватися. Того ж року придушив заколоти проти Стюартів та арештував своїх швагерів — Генріха Брука, 11-й барона Кобхем, і Джорджа Брука за причетність до «Головної змови» і «Змови до побачення». Вони планували посадити на трон Арабеллу Стюарт. При цьому Джорджа Брука було страчено за державну зраду. В нагороду, 20 серпня Роберт Сесіл отримав від короля Якова I титул барона Есседона, лорда та посаду канцлера Кембриджського університету.
Невдовзі очолив посольство, яке 1604 року уклало Лондонський договір, який завершив тривалу війну з Іспанією. На дяку за це, того року Сесіл отримав щорічну пенсію в розмірі 1 тис. фунтів стерлінгів і титул віконта Кренборна. 1605 року став головним викривачем порохової змови католиків. За це йому було надано титул граф Солсбері і пенсію було збільшено до 1500 фунтів стерлінгів. Також призначено лорд-лейтенантом графа Гертфордширу. 1606 року стає кавалером ордену Підв'язки. 1607 року призначається лорд-скарбником. У 1608—1609 року був лордом острова Мен.
До 1608 року багато уваги приділяв погашенню королівських боргів та збільшенню доходів. Для цього домігся впровадження нових мит на предмети розкоші та предмети іноземного виробництва, які конкурували з англійськими товарами. В результаті дохід було збільшено до 460 сти. фунтів стерлінгів, тоді як борг в 700 тис. фунтів стерлінгів було погашено. Проте борг залишався в ще 700 тис. фунтів стерлінгів. До 1610 року Сесіл вдалося його знизити до 300 тис. фунтів стерлінгів.
У 1610—1611 роках наполегливо працював, щоб переконати парламент ухвалити Великий контракт, згідно з яким король відмовиться від усіх своїх феодальних і звичайних джерел доходу (охорона та закупівля) в обмін на фіксований річний дохід у розмірі близько 300 тис. фунтів стерлінгів. Втім цю ідею парламентом було відкинуто.
1611 року активно протидіяв укладанню шлюбу принца Генріха Вельського з іспанською інфантою, натомість просуваючи кандидатуру французької принцеси. З огляду на це висувають теорію, що Сесіл таємно отримував гроші від Франції. Втім призначається лорд-лейтенантом графства Дорсет. 1612 року сприяв укладанню шлюб принцеси Єлизавети з пфальцьким курфюрстом Фрідріхом V Віттельсбахом. Того ж року в травні повертаючись з курорту в Баті помер в Мальборо (графство Вілтшир).

## Зовнішність і характер
Роберт Сесіл мав зріст 5 футів 4 дюйми (163 см), мав сколіоз і був горбатим. Живучи в епоху, коли фізичній красі обох статей надавалося велике значення, він зазнав багато насмішок: королева Єлизавета I називала його «мій карлик», а король Яків I — «мій маленький бігль». Сам Роберт називав королеву «більше, ніж чоловік, але менше, ніж жінка».
Мав сильну політичну волю, намагаючись перетворити Англію на центр протестантського світу. Водночас був майстром інтриг при королівському дворі. При цьому часто його звинувачувати на сплаті податків та збагаченні за рахунок державної скарбниці.

## Родина
Дружина — Єлизавета, донька Вільяма Брука, 10-го барона Кобема
Діти:
- Вільям (1591 —1668), 2-й граф Солсбері
- Френсіс (1593—1644), дружина Генріха Кліффорда, 5-го графа Камберленда
- Катерина